# Aartsbisdom San Juan de Puerto Rico
Het aartsbisdom San Juan de Puerto Rico (Latijn: Archidioecesis Sancti Joannis Portoricensis) is een rooms-katholiek aartsbisdom met als zetel San Juan, de hoofdstad van Puerto Rico. De aartsbisschop van San Juan de Puerto Rico is metropoliet van de kerkprovincie San Juan de Puerto Rico, waartoe ook de suffragane bisdommen Arecibo, Caguas, Fajardo-Humacao, Mayagüez en Ponce behoren.

## Geschiedenis
Het aartsbisdom werd opgericht op 8 augustus 1511, als het bisdom Puerto Rico, uit delen van het bisdom Sevilla, en was suffragaan aan het aartsbisdom Sevilla. Op 12 februari 1546 veranderde het van kerkprovincie en werd suffragaan aan het nieuw verheven aartsbisdom Santo Domingo. Op 21 november 1924 veranderde het van naam naar bisdom San Juan de Puerto Rico. Op 30 april 1960 werd het verheven tot metropolitaan aartsbisdom.
Het verloor meermaals gebied bij de oprichting van de bisdommen Guyana (1790), Ponce (1924) en Arecibo (1960), de territoriale prelatuur Virgin Islands (1960), en de bisdommen Caguas (1964) en Fajardo-Humacao (2008).
In 2018 werd het aartsbisdom, samen met alle Katholieke bisdommen in Puerto Rico, failliet verklaard. Het aartsbisdom had het failliet aangevraagd omdat het de pensioenen van leraren niet meer kon uitkeren. Een rechter had eerder reeds besloten dat alle bisdommen op Puerto Rico samen een enkele entiteit vormden. Door failliet aan te vragen werden de bezittingen van de kerk beschermd voor een reorganisatie.

## Parochies
Het aartsbisdom had in 2022 een oppervlakte van 1.056 km2 en telde 1.229.500 inwoners waarvan 70,0% rooms-katholiek was.

## Ordinarii

### Bisschoppen
- Alonso Manso (8 augustus 1511 - 27 september 1539)
- Rodrigo de Bastidas y Rodriguez de Romera (6 juli 1541 - 6 mei 1567)
- Francisco Andrés de Carvajal (2 juni 1568 - 10 mei 1570)
- Manuel de Mercado Aldrete (4 september 1570 - 28 maart 1576)
- Diego de Salamanca (28 maart 1576 - 4 april 1587)
- Nicolás de Ramos y Santos (12 februari 1588 - 13 juli 1592)
- Antonio Calderón de León (29 oktober 1593 - 23 mei 1598)
- Martín Vasquez de Arce (18 augustus 1599 - 13 januari 1609)
- Francisco Diaz de Cabrera y Córdoba (17 augustus 1611 - 6 oktober 1614)
- Pedro de Solier y Vargas (17 november 1614 - 16 december 1619)
- Bernardo de Valbuena y Villanueva (14 december 1620 - 11 oktober 1627)
- Juan López de Agurto de la Mata (10 februari 1631 - 20 november 1634)
- Juan Alonso de Solis y Mendoza (1 september 1636 - 19 april 1641)
- Damián Lopez de Haro y Villarda (13 juli 1643 - 24 augustus 1648)
- Hernando de Lobo Castrillo (9 december 1649 - 17 oktober 1651)
- Francisco Naranjo (1652 - 1655)
- Juan Francisco Arnaldo Isasi (29 mei 1656 - 4 april 1661)
- Benito de Rivas (4 juni 1663 - 21 augustus 1668)
- Bartolomé García de Escañuela (6 oktober 1670 - 16 november 1676)
- Juan de Santiago y León Garabito ( 1676 - 13 september 1677)
- Marcos de Sobremonte (13 september 1677 - 10 augustus 1681)
- Juan Francisco de Padilla y San Martín (15 november 1683 - 1 juni 1699)
- Jerónimo Nosti de Valdés (11 februari 1704 - 14 december 1705)
- Pedro de la Concepcion y Urtiaga (21 maart 1707 - november 1715)
- Raimundo Caballero (30 maart 1716 - augustus 1716)
- Fernando de Valdivia y Mendoza (10 januari 1718 - 25 november 1725)
- Sebastián Lorenzo Pizarro (17 maart 1727 - 23 juli 1736)
- Francisco Pérez Lozano (3 maart 1738 - 9 augustus 1743)
- Francisco Placido de Béjar (9 september 1743 - 24 juni 1745)
- Francisco Julián Antolino (6 mei 1748 - 25 september 1752)
- Pedro Martínez de Oneca (24 mei 1756 - 27 april 1760)
- Mariano Martí (25 mei 1761 - 29 januari 1770)
- Manuel Jiménez Pérez (4 maart 1771 - 20 augustus 1781)
- Felipe José de Tres-Palacios y Verdeja (25 juni 1784 - 30 maart 1789)
- Francisco de Cuerda (29 maart 1790 - 28 mei 1795)
- Juan Bautista de Zengotita y Bengoa (1 juni 1795 - 1 november 1802)
- Juan Alejo de Arizmendi de la Torre (26 september 1803 - 12 oktober 1814)
- Mariano Rodríguez de Olmedo y Valle (18 december 1815 - 21 maart 1825)
- Pedro Gutiérrez de Cos y Saavedra Seminario (13 maart 1826 - 9 april 1833)
- Francisco Fleix y Soláns (19 januari 1846 - 16 april 1846)
- Francisco de La Puente (27 juli 1846 - 3 juli 1848)
- Gil Estéve y Tomás (3 juli 1848 - 23 juni 1854)
- Vicente Benigno Carrión (21 december 1857 - 29 november 1871)
- Juan Antonio Puig y Montserrat (16 januari 1874 - 2 januari 1894)
- Toribio Minguella y Arnedo (21 mei 1894 - 24 maart 1898)
- Francisco Javier Valdés y Noriega (24 maart 1898 - 6 april 1899)
- James Hubert Blenk (12 juni 1899 - 20 april 1906)
- William Ambrose Jones (12 januari 1907 - 17 februari 1921)
- George Joseph Caruana (5 augustus 1921 - 22 december 1925)
- Edwin Vincent Byrne (8 maart 1929 - 12 juni 1943)

### Aartsbisschoppen
- James Peter Davis (3 juli 1943 - 3 januari 1964)
  - Juan de Dios López de Victoria (hulpbisschop: 1 augustus 1963 - 29 augustus 1992)
- Luis Aponte Martínez (4 november 1964 - 26 maart 1999; kardinaal in 1973)
  - Enrique Manuel Hernández Rivera (hulpbisschop: 11 juni 1979 - 13 februari 1981)
  - Héctor Manuel Rivera Pérez (hulpbisschop: 11 juni 1979 - 31 oktober 2009)
  - Hermín Negrón Santana (hulpbisschop: 30 juni 1981 - 10 maart 2012)
- Roberto Octavio González Nieves (26 maart 1999 - heden)
  - Daniel Fernández Torres (hulpbisschop: 14 februari 2007 - 24 september 2010)
  - Alberto Arturo Figueroa Morales (hulpbisschop: 19 november 2019 - 14 september 2022)
  - Tomás Godrés González González (hulpbisschop: 8 september 2023 - heden)

## Galerij van afbeeldingen

Wapen van het aartsbisdom
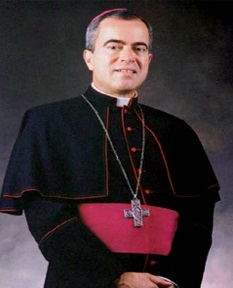
Aartsbisschop Roberto Octavio González Nieves (1999-heden)